# Rocamadour

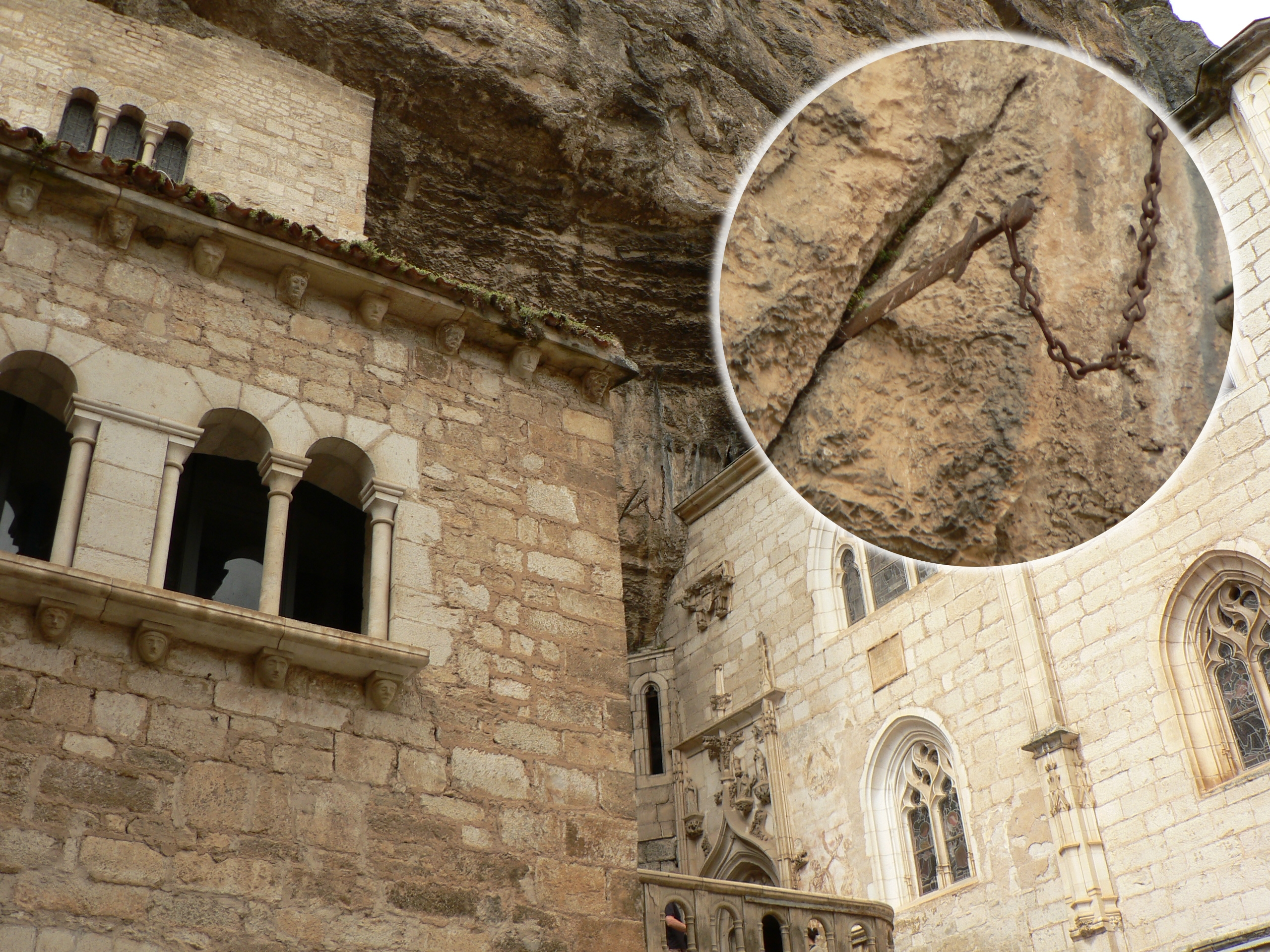
La espada considerada Durandal.

Rocamador o Rocamadour es una localidad y comuna francesa situada en el departamento de Lot, en la región de Occitania. 
Se encuentra al este de la ciudad de Burdeos y al norte de la ciudad de Montauban. Forma parte de un valle abierto en la montaña calcárea del Causse por el río Alzou.
Su nombre viene de las reliquias de San Amador cuyo cuerpo, presuntamente incorrupto, fue encontrado por monjes Benedictinos en el interior del santuario mariano, en el año 1162.
Este poblado, debido a la gran belleza de su situación, lo hace apto para los artistas y excita la curiosidad de los arqueólogos; pero su reputación proviene especialmente del célebre santuario de la Virgen Negra, que durante siglos ha atraído peregrinos de todos los países, entre ellos reyes, obispos, y nobles.
Reyes como Luis IX de Francia, Enrique II de Inglaterra y Alfonso III de Portugal, o predicadores como Domingo de Guzmán o Antonio de Padua, marinos como Jacques Cartier, el compositor Francis Poulenc, desconocidos o famosos, muchos han subido la gran escalera.
La ciudad también da su nombre Rocamadour al queso de leche con denominación de origen desde el año 1996, que se elabora con un cierto tipo de leche de cabra.
Aunque los peregrinos de la Edad Media hicieron el camino de Santa María de Rocamadour, el nuevo Camino de Santiago, elegido en el siglo XX gracias a los caminos de excursión llamados GR, transformó esta dirección en una variante del camino del Puy-en-Velay. A lo largo de este nuevo sendero, se pueden encontrar bastantes tallas dedicadas a la Virgen Negra.
La localidad es miembro de la asociación «Réseau Grands Sites de France», aunque aún no ha merecido la distinción de Grand site de France.

## Demografía
| 660 | 625 | 599 | 627 | 627 | 614 |
| Para los censos de 1962 a 1999 la población legal corresponde a la población sin duplicidades (Fuente: INSEE [Consultar]) |     |     |     |     |     |

## Lugares de interés
Los edificios de Rocamadour crecen hacia arriba en el lado de un acantilado, a la derecha del río Alzou, que corre en este lugar entre paredes rocosas de hasta 120 metros de altura. Por varios niveles se accede desde la zona más baja de la ciudad hasta las iglesias, siguiendo un camino que pasa por edificios que se adentran en el acantilado. La principal es la iglesia de Notre Dame (1479 restaurada después de una caída de roca), donde podemos encontrar la Virgen Negra. Una leyenda dice que la estatua sería obra de San Amadour, ayudado por San Lucas, porque los sacerdotes del santuario quisieron una de origen muy antiguo, hasta los tiempos apostólicos. Es una estatua esculpida en el siglo XII, que los peregrinos llamaron Santa María de Rocamador, y que los turistas llaman Virgen Negra debido a su tez. En el exterior hay una espada clavada en la roca, de la que se dice que es la Durandal, la espada del héroe Roldán.
Las paredes del interior de la iglesia de San Sauveur estaban cubiertas de pinturas y de inscripciones que recuerdan los peregrinajes de personas famosas. Seguramente estaba pintada desde su construcción, sin embargo esta descripción cuenta el estado después de las restauraciones del siglo XIX, con pinturas de 1929... durante el siglo pasado, la población prefirió seguir la moda de las paredes y de la Virgen desnudas, para tener una presentación más rústica. La descripción continua diciendo que las reliquias de San Amadour (1166) se pueden ver en la iglesia subterránea... era verdad hasta la misma época. Hoy, las reliquias no se pueden ver, y esta iglesia se volvió a un lugar de adoración del Santo Sacramento. En la cima del acantilado romano, no se encuentra el castillo construido en la Edad Media para defender a los santuarios, sino una pared fortificada del siglo XIV y un castillo construido en el siglo XIX, con un campanario del siglo siguiente.

## Gastronomía
Rocamadour ha dado su nombre a un pequeño queso de cabra, el rocamadour, AOC desde 1996.

## Historia

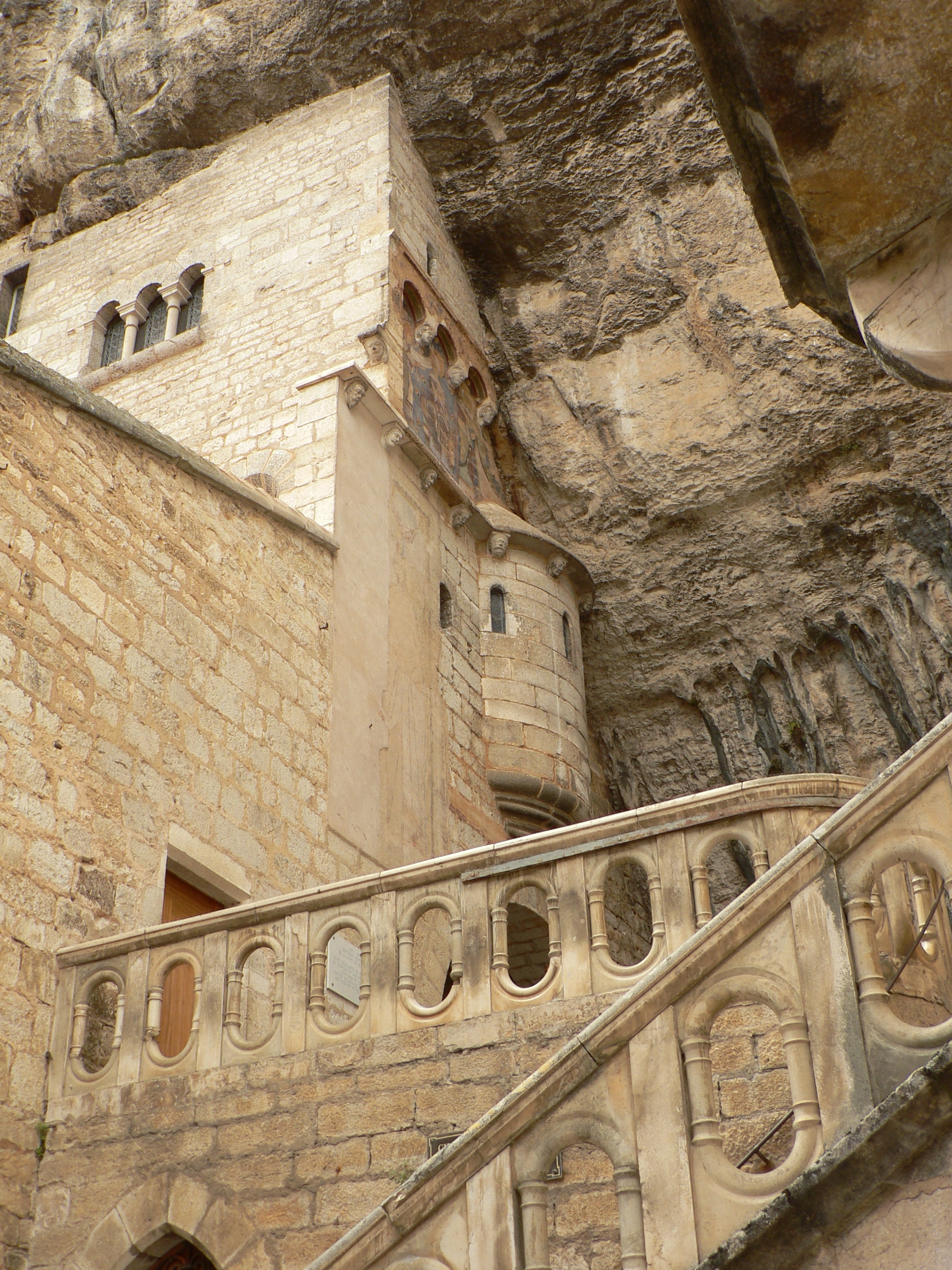
Santuario de Rocamador.

La leyenda cuenta que San Amador era un ermitaño habiendo vivido por aquí. Esta leyenda fue difundida por los benedictinos. Es lo más creíble. Sin embargo, otra leyenda más espectacular apareció a finales de la Edad Media, diciendo que Zaqueo, (rico publicano de Jericó casado con La Verónica del Evangelio) llegó con su familia a estos parajes, después de la muerte de Cristo. Allí tomó el nombre falso de Amator o Amadour. Una vez instalado, fundó un pequeño oratorio en una roca que más tarde sería llamada Roche d’Amadour (Roca de Amador, Rocamador), con una mezcla de términos entre la Roca Mayor y la Roca de Amadour.
El Santuario de Rocamadour cuenta con una larga tradición de peregrinación a la Virgen María bajo forma de una virgen negra con un cuerpo recubierto de plata, como Nuestra Señora de la Dorada, en Tolosa.
La prueba final de este peregrinaje consistía en subir de rodillas los 216 peldaños de la escalera que conduce a la ciudad religiosa (comprendida por 7 iglesias, más 12 que las restauraciones del siglo XIX no pudieron mantener). Finalmente, después de esta ascensión, los peregrinos entraban en los santuarios, y regalaban varios objetos en ofrecimiento. Los objetos más conocidos son los hierros de varios condenados liberados de sus cadenas, los barcos de marineros salvados y agradecidos, o las placas de mármol grabadas y enganchadas al muro de la capilla en los siglos XIX y XX (la mayoría no se puede ver ahora, porque estas placas constituyeron una verdadera invasión de mármol, adentro y afuera de la capilla milagrosa. Podemos ver los agujeros taponados contra la pared afuera).
De dimensión europea, como asegura el Libro de los milagros del siglo XII, perdió popularidad después de la guerra de los Cien Años. La etapa iconoclasta de mercenarios protestantes en el año 1562 saqueó el pueblo una vez más. La Revolución no cambió el estado de ruina. En el siglo XIX el santuario fue restaurado completamente y se salvó de la ruina total.

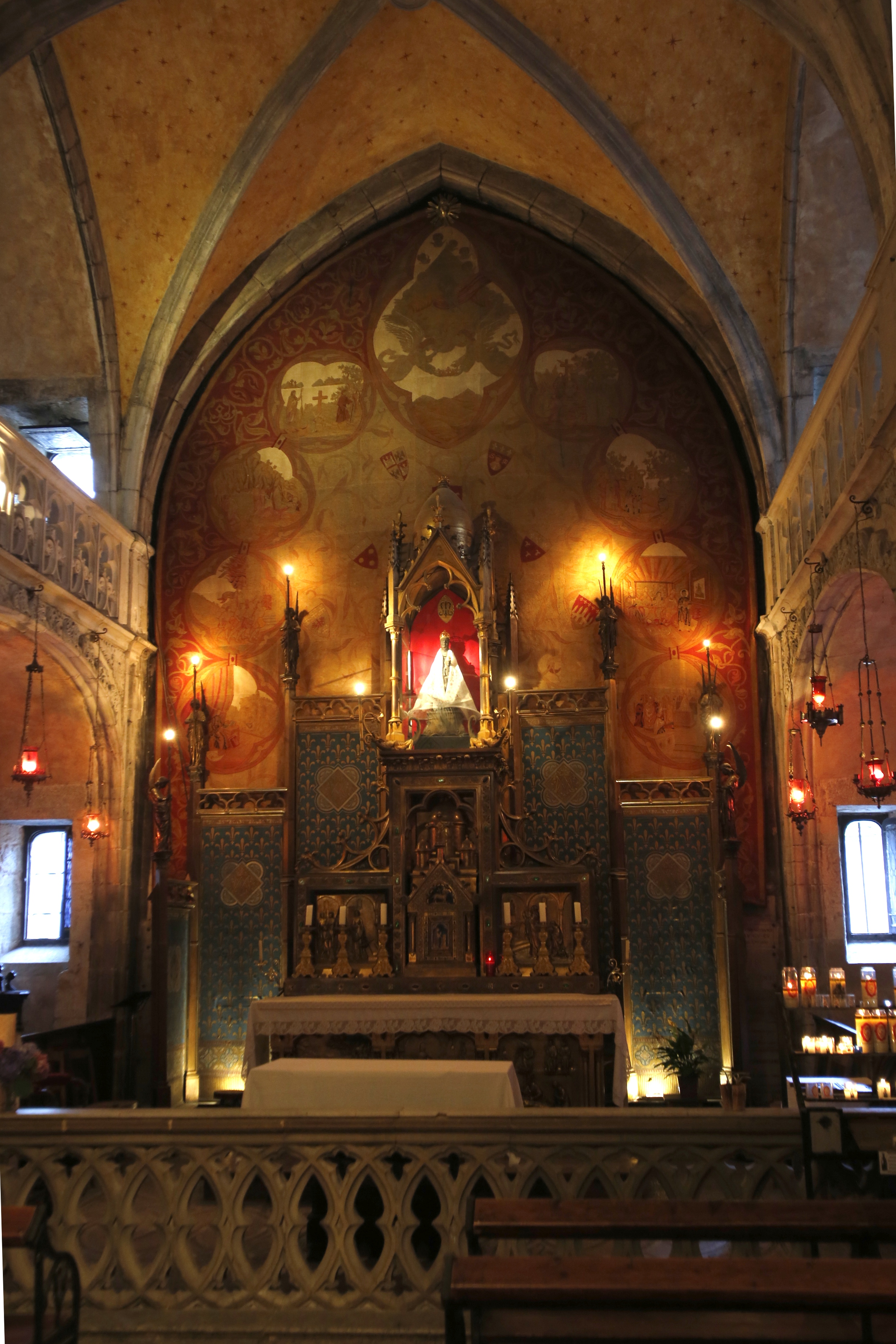
Capilla de Nuestra Señora en el Santuario de Rocamadour

Además de las reliquias del cuerpo de Amadour, el éxito del lugar vino dado por los milagros atribuidos a la Virgen Negra. Su popularidad era conocida en España y en Portugal por muchas capillas o cofradías. Por ejemplo, la iglesia de Sangüesa tiene aún una estatua de Santa María de Rocamador. Una milagrosa campana señalaba, por su tintineo, el salvamento de marineros en el mar. Este reconocimiento del mundo de los marineros valió a Nuestra Señora de Rocamadour el ser venerada en varias capillas como Finisterre o Quebec.
A finales de la Edad Media, la iglesia fomentó este peregrinaje con la adjudicación a perpetuidad de indulgencias plenarias a las personas que recibieran los sacramentos de la penitencia y de la comunión en Rocamadour.
Los días más conocidos para obtener estas indulgencias son el 24 de junio, San Juan Bautista, cuando esta fecha coincide con el día de Corpus Christi. Desde las restauraciones del santuario, la semana mariana de septiembre es una cita muy especial para cristianos de los alrededores.